# Aly & AJ
Aly & Aj là nhóm nhạc teen pop gồm hai chị em ruột Alyson Michalka (tên đầy đủ là Alyson Renae "Aly" Michalka, biệt danh: Aly) và Amanda Michalka (tên đầy đủ: Amanda Joy "AJ" Michalka, biệt danh: Aj). Họ lập thành 1 band khi còn rất nhỏ: Aly mới 5 tuổi còn Aj mới lên 3. Đầu tiên họ chỉ hát trong nhà thờ và trường học, khi Aj 9 tuổi thì cả hai bắt đầu đi diễn. Cô chị Aly nổi tiếng hơn khi đóng sê-ri phim Phil of The Future (cùng Ricky Ullman và Brenda Song).

## Album nhạc
- Into the Rush (2005)
- Into the Rush (Deluxe Edition) (2006)
- Acoustic Hearts of Winter (2006)
- Insomniatic (2007)
- Insomniatic (Deluxe Editon) (2007)

Các cô còn hát bài Like Whoa trong phim Minute man của kênh Disney

## Phim đóng chung
Vì sự nghiệp diễn xuất của hai chị em Alyson và Amanda Michalka rất khác nhau nên họ mới đóng chung 2 bộ phim:
| Năm  | Tên phim                  | Vai của Aly   | Vai của AJ      | Notes                   |
| 2006 | Cow Belles                | Taylor Callum | Courtney Callum | Phim của Disney Channel |
| 2007 | Super Sweet 16: The Movie | Taylor Tiara  | Sarah Conners   | Phim của MTV            |